# 梁光烈
梁 光烈（りょう こうれつ、簡体字：梁光烈、繁体字：梁光烈、英語：Liang Guanglie、リャン・グアンリー、1940年12月9日 - 2024年11月12日）は、中華人民共和国の政治家、軍人。最終階級は上将。漢族である。
国防部部長、党中央委員会委員、党中央軍事委員会委員、国家中央軍事委員会委員を務めた。なお第13・14期党中央候補委員及び第15・16・17期党中央委員であった。

## 経歴
1940年12月9日に四川省綿陽市三台県新生鎮太建村で誕生する。1958年1月に17歳で中国人民解放軍に入隊し、第1軍第1師団第2連隊工兵大隊戦士（兵卒）から軍歴を始める。1959年に中国共産党に入党する。
- 1960年 将校に列して小隊長となる。
- 1963年 解放軍信陽歩兵学校に学ぶ。
- 1964年 第1師団に戻り、司令部参謀などを歴任した。
- 1970年 武漢軍区司令部参謀に昇進した。
- 1974年 同司令部作戦部副部長となる。
- 1979年 第20軍第58師団副師団長となる。
- 1981年 同師団長となる。
- 1983年 第20軍副軍長となる。
- 1985年 第20集団軍軍長となる。
- 1984年から1986年まで河南大学政治理論専攻科の通信教育を受ける。
- 1990年 第58集団軍軍長となる。
- 1995年 大軍区である北京軍区副司令員となる。
- 1997年 瀋陽軍区司令員に昇進。
- 1999年 南京軍区司令員及び軍区党委員会副書記に就任した。
- 2002年6月 上将に昇格[2]。同年11月に人民解放軍総参謀長、党中央軍事委員会委員に抜擢された[3]。
- 2003年3月16日に国家中央軍事委員会委員を兼務[4]。党内では中央委員の地位にある。
- 2007年10月に第7期1中全会において党中央軍事委員会委員に再任[5]。
- 2008年3月16日に第11期全国人民代表大会第1回会議の決定により国家中央軍事委員会委員に再任され[6]、翌17日には国務委員兼国防部部長に任命された[7]。
- 2012年11月の第18回党大会において党中央委員会委員に選出されず、党中央軍事委員会委員からも退任した。さらに翌2013年3月の第12期全国人民代表大会において国家中央軍事委員会委員及び国務委員・国防部長を退任した。
- 北京時間2024年11月12日2時43分、北京で死去、83歳(中国メディアは享年84歳と数える)[8]。

## 海外交流

### 北朝鮮
2009年11月22日に北朝鮮を訪問して人民武力部の金永春部長と会談し、11月25日には金正日総書記と会談した。

### 日本
2009年11月26日夜に訪問し、27日に首相官邸で鳩山由紀夫首相と会談した後に防衛省で北沢俊美防衛大臣と会談し、防衛交流・北朝鮮の核問題・中国人民解放軍海軍と海上自衛隊との共同演習の実施についてなどの意見交換を行った。11月30日に海上自衛隊佐世保基地を訪問し、イージス艦の「ちょうかい」を視察した。なお国防部長の来日は2007年8月の曹剛川以来2年ぶりである。梁光烈は12月1日まで日本に滞在した後にタイを訪問した。